# Моніка Крістенсен
Моніка Крістенсен (норв. Monica Kristensen Solås; нар. 30 червня 1950 р., Турсбю, Вермланд) — норвезький гляціолог, метеоролог, полярна дослідниця і авторка детективів. У 1989 році була нагороджена Золотою медаллю засновників Королівського географічного товариства.

## Біографія
Моніка Крістенсен народилася у шведському місті Турсбю, й в дитинстві з родиною переїхала в Конгсвінгер (Норвегія).
Закінчила факультет фізики Університету Тромсе, брала участь у багатьох експедиціях в Арктику і Антарктику У 1986—1987 роках Крістенсен була керівником експедиції за маршрутом Руаля Амундсена до Південного полюса, але була змушена повернути назад, діставшись до 86 градуса південної широти. Нагороджена Золотою медаллю КМО в 1989 році.

## Програма Аврора і спроба пошуку намети Амундсена
У 1991—1992 роках Моніка Крістенсен очолювала експедицію, метою якої було вивчення ситуації зі зміною клімату. Експедиція мала назву «Програма Аврора» і проходила на шельфовому льодовику Фільхнера. Була проведена додаткова місія з пошуку і відновлення намету, встановленого Амундсеном на Південному полюсі (Пульхейм) в лютому 1992 року. Після відплиття з Монтевідео 12 грудня 1991 року, науковці змогли створити базу з п'яти будиночків під назвою Blaenga (норвезькою мовою «синє поле») на 77°30′ пд. ш. 34°12′ зх. д. / 77.5° пд. ш. 34.2° зх. д. 77°30′ пд. ш. 34°12′ зх. д. / 77.5° пд. ш. 34.2° зх. д. 77°30′ пд. ш. 34°12′ зх. д. / 77.5° пд. ш. 34.2° зх. д.. Будівництво було завершено до 18 січня, і тоді ж полярники провели місцеві гляціологічні дослідження. Проте проведення досліджень було затримано внаслідок несприятливих погодних умов, стану морського льоду і пошкодження літака-близнюка експедиції. Його довелося відправляти назад до Канади для ремонту. Це призвело до значної зміни початкових планів проекту з пошуку намета на Південному полюсі. Полярники планували розмістити 4 людини на Південному полюсі. Перші двоє — Нільс Дженсен і Пітер Хансен, повинні були прибути на початку січня, щоб провести GPS-обстеження зони можливого розташування намету, а інші двоє — Ульф Хедман і Моніка Крістенсен, повинні були прибути на початку лютого, щоб провести повітряну змінну радіолокаційну зйомку місцевості, де, орієнтовно, розташовувався намет. Для цього планували використовувати літак-експедиції Twin Otter. В остаточному підсумку Моніка Крістенсен і колега-гляціолог Генріх Еггенфелнер пройшли 560 км на південь до першої заправної станції. Після проведення додаткових гляціологічних досліджень вони були доставлені на Південний полюс літаком Twin Otter 16 лютого й пробули на Полюсі всього чотири години. До того ж, їхні літаки не були оснащені спорядженням для огляду. Їм було надано у використання транспортний засіб на гусеничному ходу Spryte, і вони провели GPS-дослідження, щоб визначити передбачуване розташування намету з точністю до 50 метрів. Моніка Крістенсен і Генріх Еггенфелнер також виявили порожнину в снігу поруч із орієнтовним розташуванням намету, розбили табір в передбачуваному місці намету Амундсена і встановили кілька прапорів, в тому числі норвезький, який був залишений там й після їхнього від'їзду.
Подальша експедиція наприкінці грудня 1993 року, серед іншого, була спрямована на те, щоб знайти намет Амундсена на Південному полюсі і забрати його для демонстрації на зимових Олімпійських іграх 1994 року в Норвегії. Ця спроба, уже з використанням снігоходів, була призупинена, коли учасник експедиції Йостейн Хельгестад загинув при падінні в тріщину, а решта членів команди були врятовані американською пошуково-рятувальною командою.

## Подальша кар'єра
Пізніше Моніка Крістенсен працювала на півночі Норвегії та на Шпіцбергені, а в січні 2004 року стала генеральним секретарем Redningsselskapet (Норвезьке товариство порятунку моря). Цю посаду вона займала до листопада 2005 року.
Крістенсен є авторкою багатьох книг, в тому числі Mot 90 Grader Syd (1987).